# G.S. Riva
Il G.S. Riva è stata una società di pallacanestro maschile di Riva del Garda, in provincia di Trento.

## Storia
Il Gruppo Sportivo Riva del Garda nasce ufficialmente nel 1954. Nel 1974 si aggiudica il Campionato italiano categoria ragazzi.
Dopo aver disputando per un decennio il campionato di serie B1, ha disputato la serie B2. All'inizio della stagione sportiva 2013-14 finisce la storia del G.S. Riva che a causa di problemi burocratici e finanziari vede terminare la propria militanza nei campionati di serie.

## Palmarès
- Coppa Italia LNP di Serie B Dilettanti: 1

2009